# Titu Liviu Chinezu

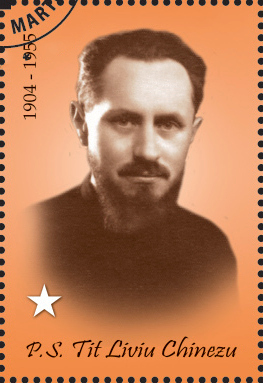
Bischof Titu Liviu Chinezu (Gedenkbriefmarke)

Titu Liviu Chinezu (* 22. Dezember 1904 in Huduc, Kreis Mureș, Siebenbürgen; † 15. Januar 1955 in Sighet, Rumänien) war rumänisch griechisch-katholischer Weihbischof in Făgăraș und Alba Iulia.

## Leben
Der Sohn eines katholischen Priesters besuchte die Grundschule des Heimatortes und anschließend das Gymnasium in Reghin und Blaj. Sein Mitschüler war Ioan Suciu, es war der Beginn einer lebenslangen Freundschaft. Sie machten gemeinsam Abitur und entschlossen sich für den Priesterberuf. 1925 wurden beide zum Studium der Theologie an das Päpstliche Griechische Kolleg vom Hl. Athanasius mit Anschluss-Studium an der Päpstlichen Universität Urbaniana geschickt. Titu Liviu Chinezu promovierte zum Doktor der Philosophie; am 31. Januar 1930 empfing er in Rom  die Priesterweihe. Zurück in Blaj wurde er Professor, später Präfekt und Rektor der Akademie. 1947 wurde er Dekan in Bukarest. Am 28. Oktober 1948 wurde er verhaftet und im Lager Dragoslavele interniert. Im Februar 1949 bekam er, zusammen mit den ebenfalls verhafteten Diözesanbischöfen der Rumänisch griechisch-katholischen Kirche, Isolationshaft im Kloster Căldărușani.
Am 3. Dezember 1949 wurde er dort zum Bischof geweiht. Papst Pius XII. hatte ihn zuvor zum Weihbischof in Făgăraș und Alba Iulia und gleichzeitig zum Titularbischof von Regiana ernannt. Die Bischofsweihe spendete ihm Valeriu Traian Frențiu, der Bischof von Oradea Mare (Großwardein), Mitkonsekratoren waren Iuliu Hossu, der Bischof von Cluj-Gherla, Ioan Bălan, der Bischof von Lugoj und sein Freund Ioan Suciu, der Apostolische Administrator von Făgăraș und Alba Iulia.
Trotz größter Geheimhaltung wurde die Weihehandlung verraten und die Bischöfe wurden in das berüchtigte Gefängnis Sighet verbracht. Dort erkrankte Bischof Titu Liviu Chinezu. Anfang Januar 1955 wurde der Todkranke halbnackt bei geöffnetem Zellenfenster gehalten, nach fünftägigem Todeskampf starb er, stark unterkühlt, am 15. Januar 1955. Er wurde noch in der Nacht ohne Sarg in einem Massengrab auf dem Armenfriedhof begraben.

## Seligsprechungsverfahren
Für Titu Liviu Chinezu wurde das Verfahren zur Seligsprechung eingeleitet. In dessen Verlauf erkannte Papst Franziskus am 19. März 2019 das Martyrium Chinezus und sechs weiterer in der kommunistischen Kirchenverfolgung umgekommener Bischöfe als Voraussetzung für die Seligsprechung an. Der Papst selbst sprach ihn am 2. Juni 2019 in Blaj selig.